# Pattingham
Pattingham – wieś w Anglii, w hrabstwie Staffordshire, w dystrykcie South Staffordshire. Leży 27 km na południe od miasta Stafford i 190 km na północny zachód od Londynu. W 2004 miejscowość liczyła 2258 mieszkańców.